# Concert per a violí (Stravinski)
El Concert per a violí en re major va ser compost per Ígor Stravinski l'estiu de 1931 i es va estrenar el 23 d'octubre de 1931. Té una durada aproximada de vint minuts. George Balanchine el va utilitzar com a música per a dos ballets.

## Història

### Concepció
El concert per a violí va ser encarregat per Blair Fairchild, un compositor americà i mecenes del jove violinista polonès Samuel Dushkin.
Willy Strecker de B. Schotts Söhne, l'editor d'aquell moment de la música de Stravinski (i també amic de Dushkin), li va demanar a Stravinski que compongués un concert per a violí a Dushkin. Tot i que Stravinski en va ser reticent, a causa de la desconeixença d'aquest instrument, Strecker va assegurar al compositor que podria preguntar-li a Dushkin sobre qüestions tècniques. Stravinski va assenyalar en la seva autobiografia que la disponibilitat de Dushkin va ser un factor clau en la seva realització del concert. També va buscar l'opinió del compositor i violista Paul Hindemith, que va alleujar les pors de Stravinski, el que suggereix que la seva falta de familiaritat amb l'instrument podria ajudar-lo a arribar a noves possibilitats. Stravinski es va reunir amb Dushkin a la residència Strecker a Wiesbaden i va decidir seguir endavant.

### Composició

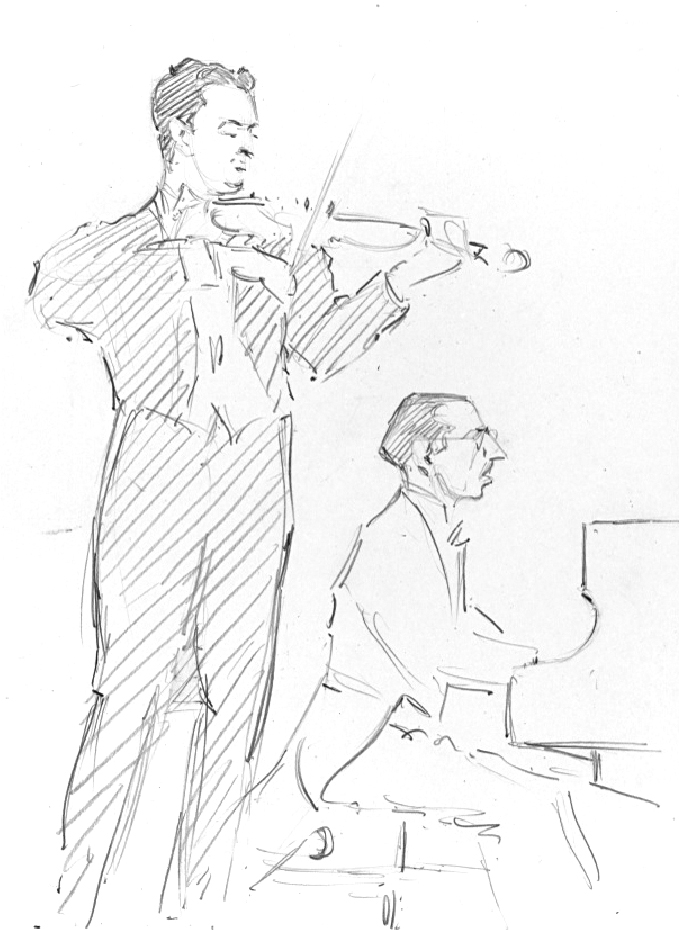
Ígor stravinski i Samuel Dushkin

Al principi del procés compositiu, Stravinski va idear un acord que s'estén des del Re4 a Mi5 a La6. Un dia, mentre ell i Dushkin estaven esmorzant en un restaurant de París, va esbossar l'acord en un tovalló per al violinista, qui va pensar que era un acord intocable, per decepció de Stravinski. En tornar a casa, però, Dushkin ho va provar en el seu violí i es va sorprendre en descobrir que era en realitat bastant fàcil de tocar. Immediatament va trucar per telèfon a Stravinski per dir-li que després de tot es podria tocar. Més tard, el compositor es va referir a aquest acord com el seu "passaport per al concert".
Stravinski va començar els esbossos del seu concert a París a principis de 1931, però així i tot comença realment a compondre a Niça, on va escriure els dos primers moviments i havia començat el tercer. A l'estiu, Stravinski es va traslladar al Château de la Véronnière a Voreppe a Isère, on va completar el tercer moviment i va escriure tot el quart.
Els manuscrits estan datats el 20 de maig de 1931 per als dos primers moviments i el 10 de juny de 1931 per al tercer, tots a Niça, però en el quart moviment no n'hi ha cap data. La partitura general de l'orquestra està firmada i datada a "Voreppe (Isère) la Vironnière, del 13 al 25 de setembre del 1931".
Tot i que Stravinski li va dir al seu editor que volia escriure un "veritable concert virtuós", la textura sempre és més característica de la música de cambra que la música orquestral. També va observar "No vaig compondre una cadenza, no perquè no em preocupés l'explotació del virtuosisme del violí, sinó perquè el violí en combinació era el meu veritable interès. Però el virtuosisme per si mateix només té un petit paper en el meu concert, i les exigències tècniques de la peça són relativament manses.

### Interpretacions
L'estrena de l'obra va ser el 23 d'octubre de 1931 a Berlín, sent interpretat per Dushkin tocant el violí i l'Orquestra Simfònica de la Ràdio de Berlín dirigida pel mateix Stravinski. Dushkin també va estrenar als Estats Units l'obra el gener de 1932, amb Serge Koussevitzky dirigint la Boston Symphony Orchestra. Ell també va fer el primer enregistrament de l'obra el 1935 amb Stravinski dirigint l'Orchestre Lamoureux.

## Moviments
El concert per a violí consta de 4 moviments:
1. Toccata
2. Aria I
3. Aria II
4. Capriccio

Els títols descriptius de cada moviment van ser escrits pel mateix compositor després d'haver compost el concert. L'acord "passaport" s'escolta a cada inici de moviment però en diferents disposicions.
Una típica interpretació d'aquest concert sol durar uns 20 minuts.

## Instrumentació
A més a més del violí solista, la partitura està escrita per a: flautí, 2 flautes, 2 oboès, corn anglès, 3 clarinets, 3 fagots, contrafagot, 4 trompes, 3 trompetes, 3 trombons, una tuba, timbals, bombo i corda.
- Ballet: El concert va ser coreografiat per George Balanchine com a Balustrade l'any 1941. Va ser estrenada el 22 de gener de 1941 amb la companyia de l'Original Ballet Russe del Colonel de Basil. L'any 1972, Balanchine va crear un nou ballet per a aquesta música, subtitulat "Stravinski Violin Concerto". Va ser estrenat pel New York City Ballet, com a part del Festival de Stravinski, In 1972 Balanchine created a new Ballet to the music, entitled "Stravinsky Violin Concerto." It was premiered by New York City Ballet as part of the Stravinsky Festival.

## Discografia
El mateix Stravinski va gravar el treball dues vegades.
- Stravinsky: Concerto in D major. Samuel Dushkin (violin), Orchestre des concerts Lamoureux, Igor Stravinsky (cond.). Recorded in Paris, 1935. 78 RPM recording, 3 discs. Brunswick Polydor BP-1 (set); Brunswick Polydor 95500, 95001, 95002 (manual sequence); 95003, 95004, 95005 (automatic sequence); matrix numbers 771 GEP, 772 GEP, 768 GEP, 767 GEP, 769 GEP, and 770 GEP. [Chicago?]: Brunswick Polydor, [1938 or 1939].
  - Reissued as Vox album 173 (Vox 12014, 12015, 12016, automatic sequence). New York: Vox, 1947.
  - Reissued on LP, coupled with Stravinsky's Concerto for Two Pianos (Vera Appleton and Michael Field, pianos), New York: Vox, [ca. 1950–59].
  - Reissued as part of 5-CD set, Igor Stravinsky plays Igor Stravinsky. Vogue 665002 (VG 665 665002/1, VG 665 665002/2, VG 665 665002/3, VG 665 665002/4, VG 665 665002/5). [France]: Vogue, 1991.
  - Reissued on CD as part of Stravinsky Conducts Stravinsky: L'histoire du soldat; Pulcinella (excerpts); Violin Concerto; Jeu de cartes. Biddulph WHL 037. [France?]: Biddulph, 1997.
  - Reissued on CD, as part of Early Concerto Recordings 1934-1943. Jubiläums Edition. 5-CD set. Deutsche Grammophon 459 065-2 (Stravinsky concerto on disc 459 002-2) Deutsche Grammophon: Hamburg: Deutsche Grammophon, 1998.
- Igor Stravinsky: Concerto in D major for Violin and Orchestra, Symphony in Three Movements. Isaac Stern (violin), Columbia Symphony Orchestra, Igor Stravinsky (cond.). Recorded 12 February 1961. LP recording, 12 inch, stereo. Stravinsky Conducts Stravinsky. Columbia Masterworks ML 5731 (mono), MS 6331 (stereo). [New York]: Columbia, 1962. Also as CBS 72038. [England]: CBS, n.d.
  - Reissued on LP, in a new coupling with Concerto in D for String Orchestra, and Ode. CBS 74053. [Frankfurt am Main]: CBS, 1981. This same disc also as part of 2-LP set: Igor Stravinsky: The Recorded Legacy 3: Piano (Klavier) & Orchestra, Violin (violon, Geige) & Orchestra. On the second disc: Capriccio for Piano and Orchestra; Concerto for Piano and Wind Orchestra; Movements for piano and orchestra. CBS masterworks 79241. [Frankfurt am Main]: CBC Masterworks, 1981. CBS Masterworks GM31/LXX36940; CBS Masterworks [New York]: CBS Masterworks, 1981.
  - Reissued on CD, as part of Isaac Stern, a Life in Music v. 12: Artist Laureate. Sony Classical SMK 64 505. With George Rochberg: Concerto for Violin and Orchestra (Pittsburgh Symphony Orchestra, André Previn, conductor). New York: Sony Classical, 1995.
  - Reissued on CD, Stravinsky Edition, vol. 5. Sony Classical SMK 46295 With: Concerto for Piano and Wind Instruments, Capriccio for Piano and Orchestra (both with Philippe Entremont, piano), Movements for Piano and Orchestra (Charles Rosen, piano). [Great Britain]: Sony Classical, 1991. This same disc reissued as part of 22-disc set, Works of Igor Stravinsky. Disc 10: Concertos. Sony Classical 88697103112-10; [New York, N.Y.]: Sony Classical, 2007.